# Tuffi ai Giochi della XXXIII Olimpiade
Le gare di tuffi ai Giochi della XXXIII Olimpiade si sono svolte dal 27 luglio al 10 agosto al Centro acquatico olimpico di Saint-Denis.  Si sono disputate 8 competizioni, quattro maschili e quattro femminili: trampolino da 3 metri individuale e sincronizzato, piattaforma da 10 metri individuale e sincronizzata.

## Qualificazioni
Per Parigi 2024 sono disponibili 136 posti contingentati di immersione, equamente suddivisi tra uomini e donne; I NOC possono iscrivere un massimo di due tuffatori ciascuno negli eventi individuali maschili e femminili e una coppia in base al genere negli eventi sincronizzati, rispettando un limite nazionale di sedici membri (otto per sesso). Per poter partecipare ai Giochi, tutti i subacquei devono avere almeno 14 anni entro il 31 dicembre 2023; e deve partecipare a vari incontri internazionali approvati da World Aquatics.

### Gare indiviudali
I posti di qualificazione per ciascuno degli eventi individuali dal trampolino e dai tuffi dalla piattaforma (sia uomini che donne) saranno attribuiti come segue:
- Campionati mondiali 2023 – I primi dodici finalisti di ogni singolo evento otterranno un posto per il loro NOC ai Campionati mondiali di nuoto 2023, in programma dal 14 al 30 luglio a Fukuoka, in Giappone.
- Tornei di qualificazione continentale – I vincitori di ogni singolo evento otterranno un posto contingentato per il proprio NOC in uno dei cinque incontri continentali (Africa, Americhe, Asia, Europa e Oceania) approvati da World Aquatics.
- Campionati mondiali 2024 – I dodici tuffatori con il punteggio più alto idonei alla qualificazione otterranno un posto per il loro NOC in ogni singolo evento dei Campionati mondiali di nuoto 2024, in programma dal 2 al 18 febbraio a Doha, in Qatar, rispettando il limite di due paesi membri e senza superare la quota complessiva di 136.
- Riassegnazione – Ulteriori posti avranno diritto ai tuffatori idonei classificati dal tredicesimo posto in su nei rispettivi eventi individuali corrispondenti, rispettando il limite di due paesi membri, ai Campionati mondiali di nuoto 2024 fino a raggiungere la quota totale di 136.
- Nazione ospitante - In quanto paese ospitante, la Francia riserva quattro posti maschili e quattro femminili da distribuire in ciascuno dei singoli eventi di tuffi.

### Gare sincronizzate
Ogni evento di tuffi sincronizzati prevede otto squadre dei rispettivi NOC, composte da quanto segue:[4]
- 3: le prime tre coppie (o quelle vincitrici di medaglie) ai Campionati mondiali di nuoto 2023, in programma dal 14 al 30 luglio a Fukuoka, in Giappone
- 4: le migliori quattro coppie in lizza per la qualificazione ai Campionati mondiali di nuoto 2024, in programma dal 2 al 18 febbraio a Doha, in Qatar
- 1: riservato al paese ospitante, la Francia

## Calendario
| Uomini | -          | 10 m sincro | -           | 3 m sincro | -    | -    | 3 m  | 3 m | 3 m | 10 m | 10 m | 10 m | 4 |
| Donne  | 3 m sincro | -           | 10 m sincro | -          | 10 m | 10 m | 10 m | 3 m | 3 m | 3 m  | -    | -    | 4 |
| Totale | 1          | 1           | 1           | 1          | 0    | 1    | 0    | 1   | 1   | 1    | 0    | 1    | 8 |

|  | Qualificazioni |  | Semifinali |  | Finale |

## Podi

### Uomini
| Evento                     | Oro                           | Perform. | Argento                                        | Perform. | Bronzo                                     | Perform. |
| Tuffi individuali          |                               |          |                                                |          |                                            |          |
| Trampolino 3m (dettagli)   | Xie Siyi                      | 543,60   | Wang Zongyuan                                  | 530,20   | Osmar Olvera                               | 500,40   |
| Piattaforma 10m (dettagli) | Cao Yuan                      | 547,50   | Rikuto Tamai                                   | 507,65   | Noah Williams                              | 497,35   |
| Tuffi sincronizzati        |                               |          |                                                |          |                                            |          |
| Trampolino 3m (dettagli)   | Cina Long Daoyi Wang Zongyuan | 446,10   | Messico Juan Manuel Celaya Osmar Olvera Ibarra | 444,03   | Gran Bretagna Anthony Harding Jack Laugher | 422,13   |
| Piattaforma 10m (dettagli) | Cina Yang Hao Lian Junjie     | 490,35   | Gran Bretagna Tom Daley Noah Williams          | 463,44   | Canada Rylan Wiens Nathan Zsombor-Murray   | 438,15   |

### Donne
| Evento                     | Oro                          | Perform. | Argento                              | Perform. | Bronzo                                               | Perform. |
| Tuffi individuali          |                              |          |                                      |          |                                                      |          |
| Trampolino 3m (dettagli)   | Chen Yiwen                   | 376,00   | Maddison Keeney                      | 343,10   | Chang Yani                                           | 318,75   |
| Piattaforma 10m (dettagli) | Quan Hongchan                | 425,60   | Chen Yuxi                            | 420,70   | Kim Mi-rae                                           | 372,10   |
| Tuffi sincronizzati        |                              |          |                                      |          |                                                      |          |
| Trampolino 3m (dettagli)   | Cina Chang Yani Chen Yiwen   | 337,68   | Stati Uniti Sarah Bacon Kassidy Cook | 314,64   | Gran Bretagna Yasmin Harper Scarlett Mew Jensen      | 302,28   |
| Piattaforma 10m (dettagli) | Cina Chen Yuxi Quan Hongchan | 359,10   | Corea del Nord Jo Jin-mi Kim Mi-rae  | 315,90   | Gran Bretagna Andrea Spendolini-Sirieix Lois Toulson | 304,38   |

## Medagliere
| Pos.   | Paese          | Oro | Argento | Bronzo | Totale |
| ------ | -------------- | --- | ------- | ------ | ------ |
| 1      | Cina           | 8   | 2       | 1      | 11     |
| 2      | Gran Bretagna  | 0   | 1       | 4      | 5      |
| 3      | Corea del Nord | 0   | 1       | 1      | 2      |
| 3      | Messico        | 0   | 1       | 1      | 2      |
| 5      | Stati Uniti    | 0   | 1       | 0      | 1      |
| 5      | Australia      | 0   | 1       | 0      | 1      |
| 5      | Giappone       | 0   | 1       | 0      | 1      |
| 8      | Canada         | 0   | 0       | 1      | 1      |
| Totale | Totale         | 8   | 8       | 8      | 24     |